# 木の葉天狗

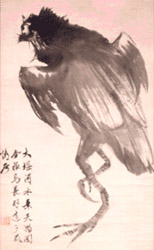
林十江画『木の葉天狗図』

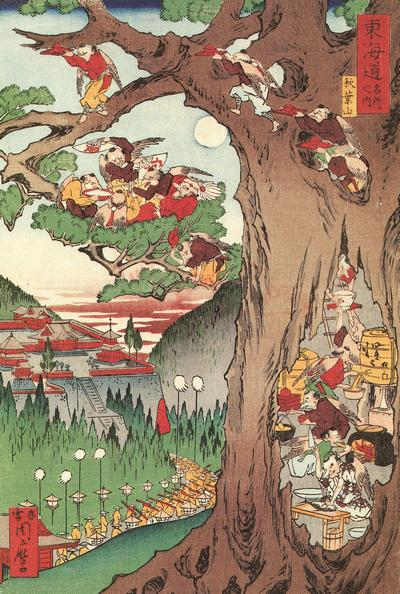
河鍋暁斎画『東海道名所之内 秋葉山』

水木しげるロードに設置されている「木の葉天狗」のブロンズ像

木の葉天狗（このはてんぐ、木葉天狗）は、江戸時代の随筆や怪談など各種文献に多く名が見られる天狗の一種。境鳥（さかいどり）とも呼ばれる。

## 概要
寛保時代の雑書『諸国里人談』には、静岡県の大井川で夜間に大勢で魚を捕らえていたとされる木の葉天狗の目撃談があり、それによれば近世で知られる鼻の高い山伏姿の天狗とは異なり、大きな鳥のような姿で、翼はトビに似ており翼長が6尺（約1.8メートル）ほどあり、人の気配を感じるとたちまち逃げ去ってしまったという。人に似た顔と手足を持ち、くちばし、翼、尾羽を備えているとの説もある。
松浦静山の随筆『甲子夜話』巻七十三の6項には、静山の下僕・源左衛門が7歳の頃に天狗にさらわれたとされる天狗界での体験談が述べられており、その中に木の葉天狗の名がある。それによれば、天狗界では木の葉天狗は白狼（はくろう）とも呼ばれており、老いた狼が天狗になったものとされ、山で作った薪を売ったり登山者の荷物を背負ったりして、他の天狗たちが物を買うための資金を稼いでおり、天狗の中でもその地位はかなり低いという。
また山口県岩国の怪談を収集した書物『岩邑怪談録』には、木の葉天狗が人間をからかった話がある。宇都宮郡右ェ門という猟師の前に木の葉天狗が小僧に化けて現れ「銃を撃ってみろ」とからかい、郡右ェ門が小僧を木の葉天狗と見抜いて銃を撃つと、木の葉天狗は少しも驚くことなく「弾はここだ」と言って弾を返して姿を消したとある（当時の銃は火薬と弾を別に仕込むので弾を抜いて空砲にする事が出来た）。このことから、地位の低い天狗といっても変化能力などの神通力がある程度は備わっていたと解釈する説がある。一方では、河鍋暁斎による錦絵『東海道名所之内 秋葉山』に樹上で寛ぐ木の葉天狗たちの姿が描かれていることから、術を持たない人畜無害な存在とする説もある。